# Armeria hispalensis
Armeria hispalensis är en triftväxtart som beskrevs av Carlos Pau. Armeria hispalensis ingår i släktet triftar, och familjen triftväxter. Inga underarter finns listade i Catalogue of Life.